# Pavlov (Žďár nad Sázavou)
Pavlov (in tedesco Pawlow) è un comune ceco situato nel distretto di Žďár nad Sázavou, nella regione di Vysočina.